# Rikuto Tamai
Rikuto Tamai (em japonês:  玉井 陸斗 Tamai Rikuto, Takarazuka, 11 de setembro de 2006) é um saltador japonês.

## Carreira
Em abril de 2019, Tamai se tornou o mais jovem campeão nacional de saltos indoor. Em setembro do mesmo ano, ele se tornou o mais jovem campeão nacional. Ele foi um dos mais jovens competidores japoneses nos Jogos Olímpicos de Verão de 2020 em Tóquio.
Nas Olimpíadas de Verão de 2024, Tamai ganhou uma medalha de prata na prova masculina de plataforma de 10 m, com uma pontuação de 507,65. Esta foi a primeira medalha olímpica do Japão nos saltos ornamentais.